# Супер-Фарм
Супер-Фарм (івр. סופר-פארם‎‎ ‎‎) - найбільша роздрібна аптечна мережа в Ізраїлі, має відділення в Польщі і Китаї. Власниками мережі є сім'я Коффлер. Мережа володіє однойменною логотипом, а також торговими марками «Life» і «LifeStyle», а також «Shoppers Drug Mart» в Канаді.

## В даний час
Станом на 2011 рік, мережа нараховує 190 аптек по всьому Ізраїлю. У 2008 році мережа кілька видозмінила логотип, вперше з моменту заснування компанії. До 2007 року в Китаї відкрито 65 аптек і 20 аптек у Польщі. З 1995 року, мережа продає різні продукти під власними торговими марками «Life» і «LifeStyle» (які також продає і канадська мережа «Shoppers Drug Mart»). Ці продукти містять приблизно 400 різних косметичних засобів, лікарських препаратів і харчових добавок. У 2007 році продажі препаратів під маркою «Life» склали приблизно 13% від продажів усього асортименту.